# Herrentunnel

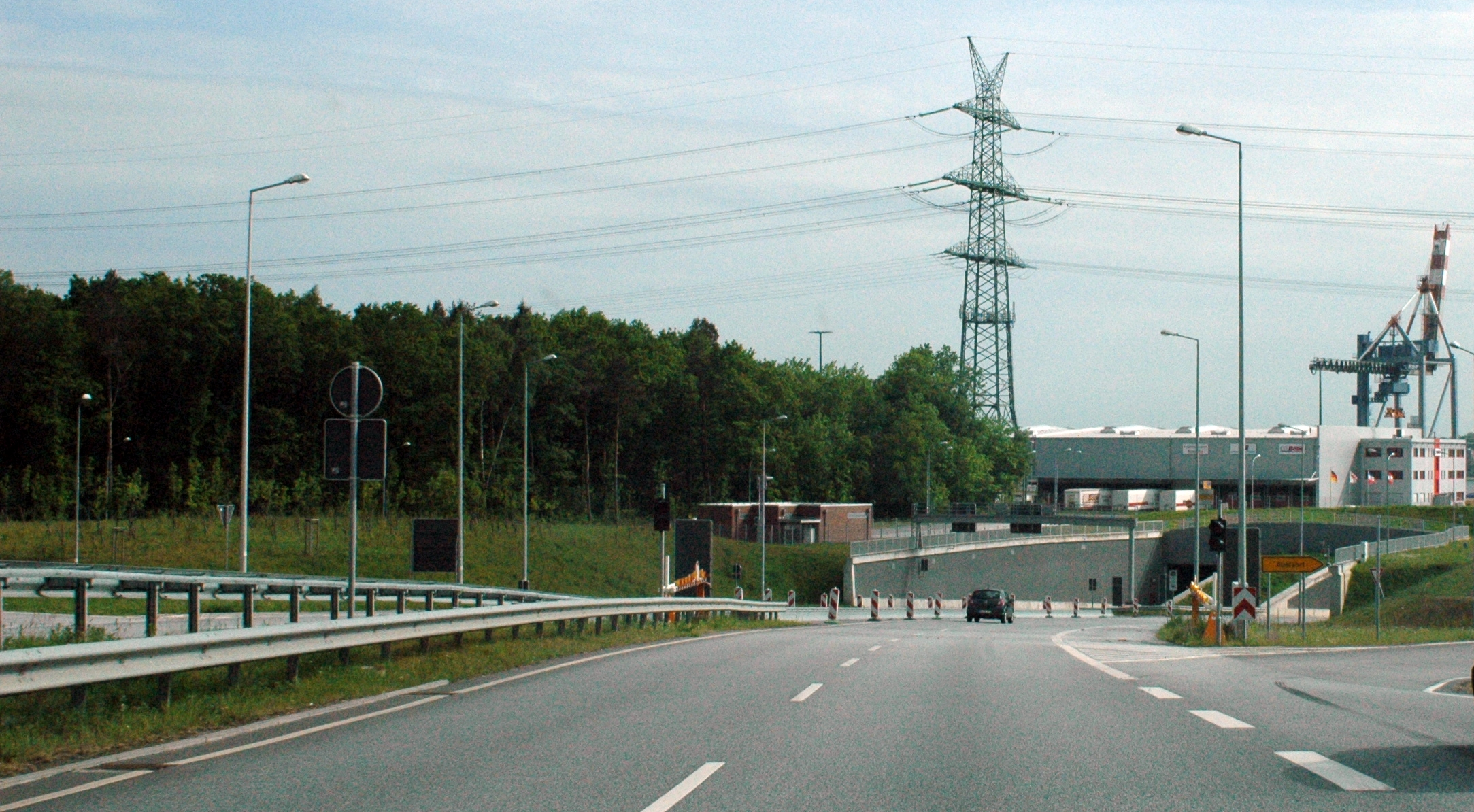
Einfahrt in den Herrentunnel

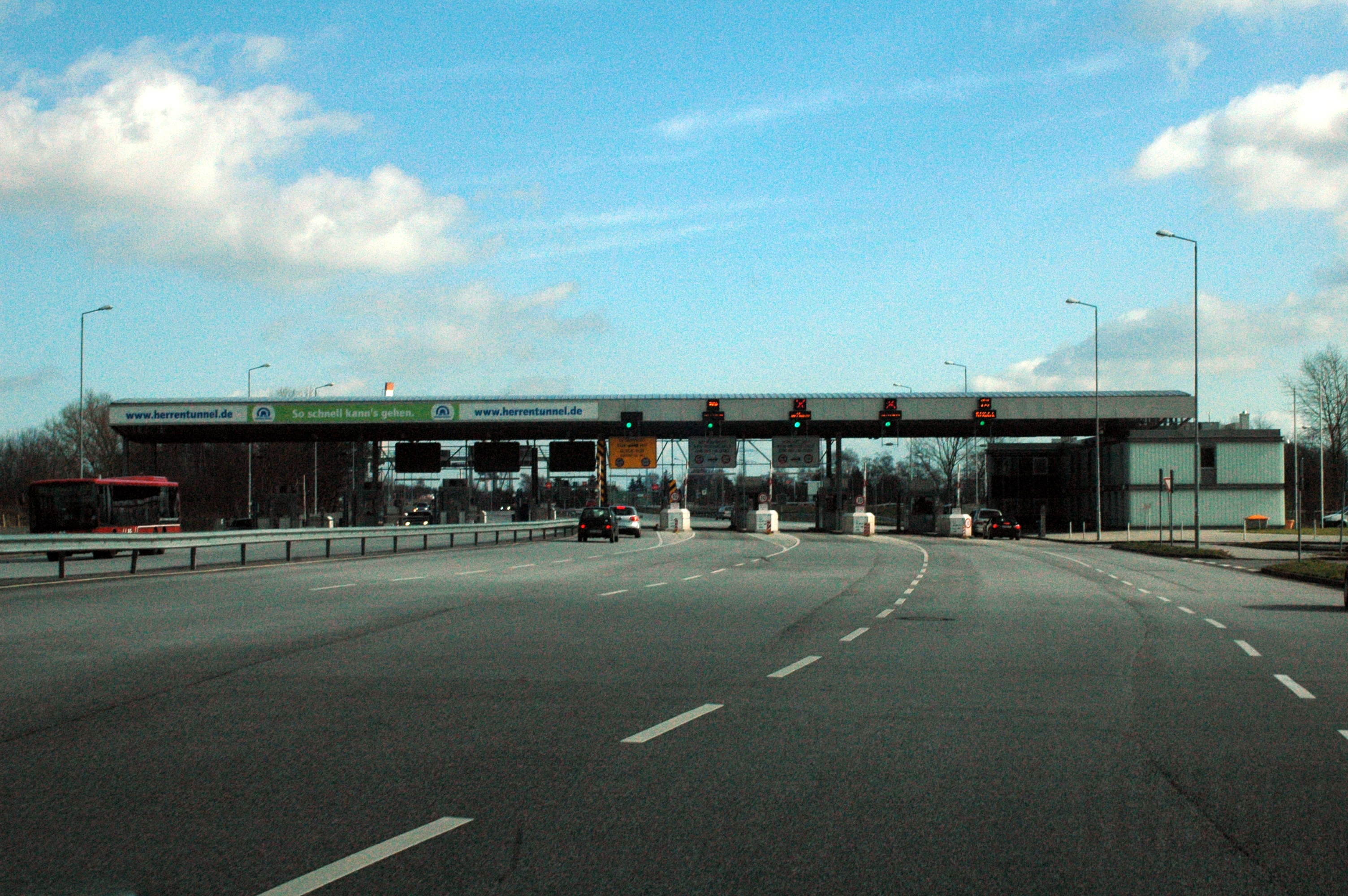
Mautstation am Südufer der Trave

Der Herrentunnel ist ein mautpflichtiger Straßentunnel, der im Zuge der Travemünder Landstraße (B 75/B 104) zwischen Lübeck und Travemünde die Trave unterquert.

## Geschichte
Der 866 Meter lange Tunnel mit zwei Röhren für je zwei Fahrstreifen wurde am 26. August 2005 eröffnet und ersetzte die sanierungsbedürftige Herrenbrücke von 1964, die 2006 abgerissen wurde.
Nach dem Warnowtunnel in Rostock, mit wesentlich höheren Gebühren, ist dieses das zweite allgemein mautpflichtige Verkehrsprojekt in Deutschland. Der Bau und Betrieb des Herrentunnels erfolgte zunächst wie auch beim Warnowtunnel im Rahmen einer Öffentlich-privaten Partnerschaft zwischen der Stadt Lübeck und den Gesellschaftern Hochtief Solutions über ihre Tochtergesellschaft Hochtief PPP Solutions und Bilfinger Project Investments. Später wurden die Gesellschafter der HLKG die HOCHTIEF Solutions AG über ihre Tochtergesellschaft HOCHTIEF PPP Solutions GmbH und die DIF Infrastructure Fund (DIF) zu je 50 %. Träger der Straßenbaulast ist die Stadt Lübeck. Die Gesamtkosten betrugen 176 Millionen Euro, wovon die Bundesrepublik Deutschland als Anschubfinanzierung 77 Millionen Euro beisteuerte. Zur Finanzierung war ursprünglich eine Maut von 1 DM für Pkw-Vielfahrer genehmigt worden.
Der Verkehr durch den Tunnel ist durch die Eröffnung der Eric-Warburg-Brücke im Zuge der Lübecker Nordtangente deutlich entlastet worden.

## Fußgänger, Radfahrer
Im Gegensatz zur früheren Brücke ist der Tunnel für Radfahrer, Mofafahrer, Fußgänger und Reiter nicht freigegeben. Radfahrer, Mofafahrer und Fußgänger werden jedoch mit dem für den Nutzer kostenlosen Shuttle-Bus transportiert. Die Busse fahren von 5 Uhr bis 21 Uhr nach einem Fahrplan, der im Winter 2007/2008 einen 15-Minuten-Takt aufwies. Außerhalb dieser Zeiten besteht eine Rufbereitschaft. Für die Konzessionsdauer von 30 Jahren rechnet die Betreibergesellschaft mit Kosten von rund 30 Millionen Euro für den Busshuttle. Aufgrund dieser Kosten wird darüber nachgedacht, als Ersatz für den Shuttle-Verkehr eine Tunnel-Fahrspur umzubauen und einen kombinierten Rad- und Fußweg durch den Tunnel zu führen. Allerdings sind die 6-prozentige Steigung bzw. Gefälle nicht für alle Teilnehmer wie ältere Radfahrer und Rollstuhlfahrer leicht zu bewältigen. Außerdem muss sichergestellt sein, dass der Radweg massiv von der Fahrbahn abgetrennt ist, um Kollisionen mit dem übrigen Verkehr zu vermeiden, andererseits dürfen die Fluchtmöglichkeiten für Kfz- und Radfahrer nicht blockiert werden.

## Maut
Die Mautstelle liegt auf der südlichen, Lübecker Seite des Tunnels.
Verkehrsteilnehmer werden durch ein Mautschild von der Gebührenpflicht unterrichtet. Die genauen Tarife sind erst am Preisaushang der Zahlstelle zu erfahren, die für beide Fahrtrichtungen am Südufer der Trave liegt. Ein Wenden der Fahrzeuge ist nicht möglich.
Die in der Planungsphase angegebenen Nutzerzahlen haben sich nicht eingestellt. Die zuerst mit täglichen 45.000 Fahrzeugen geschätzte Zahl der Nutzer wurde bereits beim Vertragsabschluss 1999 auf 37.000 korrigiert. In den ersten Monaten nach der Freigabe zwischen August und Dezember 2005 gab es durchschnittlich nur 21.000 Mautzahler pro Tag, weil zahlreiche Kraftfahrer trotz höherer Betriebskosten den 5 Kilometer langen Umweg über die nahegelegene A 226 nahmen. Auch im Jahr 2006 wurde nicht die erwartete Zahl von Mautzahlern erreicht.

## Rechtlicher Hintergrund
Das als F-Modell bezeichnete Public-Private-Partnership-Modell wird durch das Fernstraßenbauprivatfinanzierungsgesetz ermöglicht. Dabei findet nach § 2 eine Beleihung des Privaten statt, die ihm das Recht zur Mauterhebung einräumt. Diese Art der Privatisierung kann als Dienstleistungskonzession qualifiziert werden. Ihre rechtliche Grundlage findet die Maut für den Herrentunnel in der Verordnung über die Höhe der Maut für die Benutzung des Herrentunnels.